# Stichting Onderwijs Midden-Limburg
De Stichting Onderwijs Midden-Limburg (veelal afgekort als SOML) is een samenwerkingsverband voor algemeen bijzonder onderwijs in Nederland. SOML is het schoolbestuur van 7 middelbare scholen (verdeeld over 8 schoollocaties) en is gevestigd in Roermond. Gezamenlijk hebben de scholen anno 2024 zo'n 7000 leerlingen en ruim 900 personeelsleden.
SOML wordt bestuurd via het model raad van toezicht / college van bestuur en wordt bijgestaan door een stafdienst, die tevens ondersteunend is aan de scholen. 

## Scholen
- Connect College - Echt
- Scholengemeenschap St. Ursula - Horn en Heythuysen
- Bisschoppelijk College Broekhin - Roermond
- ROER College Schöndeln - Roermond
- Wings Roermond - Roermond
- Nt2 Mundium College - Roermond
- Grescollege - Reuver